# Collines d'Ensérune (ancien nom : Collines du Narbonnais)
Collines d'Ensérune (ancien nom : Collines du Narbonnais) este o arie protejată (sit de importanță comunitară — SCI) din Franța întinsă pe o suprafață de 2.253 ha, integral pe uscat.

## Localizare
Centrul sitului Collines d'Ensérune (ancien nom : Collines du Narbonnais) este situat la coordonatele 43°16′30″N 3°09′46″E / 43.27499°N 3.16287°E.

## Înființare
Situl Collines d'Ensérune (ancien nom : Collines du Narbonnais) a fost declarat arie specială de conservare în baza directivei 92/43 din 1992 referitoare la conservarea habitatelor naturale și a faunei și florei sălbatice pentru a proteja 3 specii de animale.

## Biodiversitate
Situată în ecoregiunea mediteraneană, aria protejată conține 9 habitate naturale: Pseudostepă cu ierburi și specii anuale de Thero-Brachypodietea, Ape puternic oligomezotrofe cu vegetație bentonică cu Chara spp., Pajiști carstice calcaroase sau bazofile, de Alysso-Sedion albi, Pajiști umede mediteraneene cu ierburi înalte de Molinio-Holoschoenion, Galerii de Salix alba și de Populus alba, Ape stătătoare oligotrofe până la mezotrofe, cu vegetație de Littorelletea uniflorae și/sau de Isoëto-Nanojuncetea, Matorral arborescenți cu Juniperus spp., Izvoare petrifiante cu formare de travertin (Cratoneurion), Pășuni mediteraneene udate de apa mării (Juncetalia maritimi).
La baza desemnării sitului se află mai multe specii protejate de  mamifere (3): liliac cu aripi lungi (Miniopterus schreibersii), liliac cărămiziu (Myotis emarginatus), liliacul mare cu potcoavă (Rhinolophus ferrumequinum).
Pe lângă speciile protejate, pe teritoriul sitului au mai fost identificate 23 de specii de plante, 1 specie de păsări, 9 specii de mamifere, 2 specii de nevertebrate, 4 specii de reptile.